# 南閉伊郡

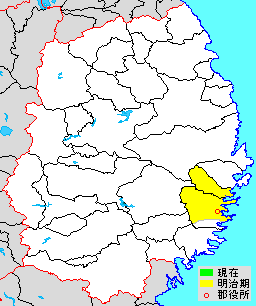
岩手県南閉伊郡の範囲

南閉伊郡（みなみへいぐん）は、岩手県にあった郡。

## 郡域
明治12年（1879年）に行政区画として発足した当時の郡域は、下記の区域にあたる。
- 上閉伊郡大槌町の全域
- 釜石市の大部分（唐丹町を除く）

## 歴史

### 郡発足までの沿革
- 幕末時点では陸奥国に所属し、全域が盛岡藩領であった。「旧高旧領取調帳」に記載されている、閉伊郡のうち後の本郡域の明治初年時点での村は以下の通り。（13村）

大槌村、小槌村、甲子村、平田村、釜石村、両石村、箱崎村、鵜住居村、片岸村、栗林村、橋野村、吉里吉里村、金沢村
- 明治元年12月7日（1869年1月19日）
  - 陸奥国の分割により、陸中国の所属となる。
  - 盛岡藩が戊辰戦争後の処分により、領地を没収される。後の南閉伊郡全域が信濃松本藩取締地となり、花巻県を称する[4]。
- 明治2年8月18日（1869年9月23日） - 花巻県が江刺県に編入。
- 明治4年11月2日（1871年12月13日） - 第1次府県統合により盛岡県（第3次）の管轄となる。
- 明治5年1月8日（1872年2月16日） - 盛岡県（第3次）が岩手県に改称。
- 明治11年（1878年）11月26日 - 郡区町村編制法の岩手県での施行により、行政区画としての閉伊郡が発足。

### 郡発足以降の沿革
- 明治12年（1879年）1月4日 - 閉伊郡が分割し、釜石村ほか13村の区域をもって南閉伊郡が発足。郡役所が釜石村に設置。

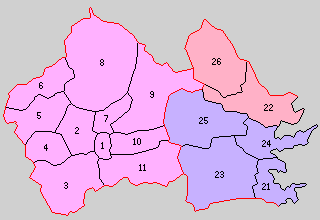
21.釜石町 22.大槌町 23.甲子村 24.鵜住居村 25.栗橋村 26.金沢村（紫：釜石市 赤：上閉伊郡大槌町 1 - 11は西閉伊郡）

- 明治22年（1889年）4月1日 - 町村制の施行により、以下の町村が発足。特記以外は全域が現・釜石市。（2町4村）

  - 釜石町 ← 釜石村、平田村
  - 大槌町 ← 大槌村、小槌村、吉里吉里村（現・上閉伊郡大槌町）
  - 甲子村 （単独村制）
  - 鵜住居村 ← 鵜住居村、片岸村、箱崎村、両石村
  - 栗橋村 ← 栗林村、橋野村
  - 金沢村 （単独村制。現・上閉伊郡大槌町）
- 明治30年（1897年）4月1日 - 郡制の施行により、南閉伊郡・西閉伊郡の区域をもって上閉伊郡が発足。同日南閉伊郡廃止。

### 変遷表
| 明治以前   | 明治初年 - 明治11年 | 明治12年 1月4日 南閉伊郡発足 | 明治22年 4月1日 町村制施行 | 明治29年 4月1日 上閉伊郡発足 | 現在   |
| ---------- | ------------------- | ---------------------------- | -------------------------- | ---------------------------- | ------ |
| 釜石村     | 釜石村              | 釜石村                       | 釜石町                     | 上閉伊郡 釜石町              | 釜石市 |
| 平田村     | 平田村              | 平田村                       | 釜石町                     | 上閉伊郡 釜石町              | 釜石市 |
| 鵜住居村   | 鵜住居村            | 鵜住居村                     | 鵜住居村                   | 上閉伊郡 鵜住居村            | 釜石市 |
| 片岸村     | 片岸村              | 片岸村                       | 鵜住居村                   | 上閉伊郡 鵜住居村            | 釜石市 |
| 箱崎村     | 箱崎村              | 箱崎村                       | 鵜住居村                   | 上閉伊郡 鵜住居村            | 釜石市 |
| 両石村     | 両石村              | 両石村                       | 鵜住居村                   | 上閉伊郡 鵜住居村            | 釜石市 |
| 甲子村     | 甲子村              | 甲子村                       | 甲子村                     | 上閉伊郡 甲子村              | 釜石市 |
| 栗林村     | 栗林村              | 栗林村                       | 栗橋村                     | 上閉伊郡 栗橋村              | 釜石市 |
| 橋野村     | 橋野村              | 橋野村                       | 栗橋村                     | 上閉伊郡 栗橋村              | 釜石市 |
| 大槌村     | 大槌村              | 大槌村                       | 大槌町                     | 上閉伊郡 大槌町              | 大槌町 |
| 小槌村     | 小槌村              | 小槌村                       | 大槌町                     | 上閉伊郡 大槌町              | 大槌町 |
| 吉里吉里村 | 吉里吉里村          | 吉里吉里村                   | 大槌町                     | 上閉伊郡 大槌町              | 大槌町 |
| 金沢村     | 金沢村              | 金沢村                       | 金沢村                     | 上閉伊郡 金沢村              | 大槌町 |

## 行政
特記なき場合『上閉伊郡志』による。
南閉伊郡長
| 代 | 氏名     | 就任年月日            | 退任年月日            | 備考             |
| -- | -------- | --------------------- | --------------------- | ---------------- |
| 1  | 原官次郎 | 明治12年（1879年）4月 |                       | 郡書記、郡長代理 |
| 2  | 花輪博   | 明治12年（1879年）    |                       |                  |
| 3  | 江刺恒承 | 明治13年（1880年）    | 明治13年（1880年）9月 | 廃官             |

西閉伊・南閉伊郡長
| 代 | 氏名       | 就任年月日            | 退任年月日                | 備考               |
| -- | ---------- | --------------------- | ------------------------- | ------------------ |
| 1  | 米内真豊   | 明治13年（1880年）    | 明治18年（1885年）5月     | 西閉伊郡長より転任 |
| 2  | 中村秀俊   | 明治18年（1885年）5月 | 明治29年（1896年）4月     |                    |
| 3  | 一ノ倉貫一 | 明治29年（1896年）4月 | 明治30年（1897年）3月31日 | 南閉伊郡廃止       |

## 参考資料
- 巌手県教育会上閉伊郡部会 編『上閉伊郡志』巌手県教育会上閉伊郡部会、1913年。
- 「角川日本地名大辞典」編纂委員会 編『角川日本地名大辞典』 3 岩手県、角川書店、1985年2月7日。ISBN 4040010302。